# Letestudoxa
Letestudoxa este un gen de plante angiosperme din familia Annonaceae.

Cladograma conform Catalogue of Life:
| Letestudoxa | \| \| Letestudoxa bella \| \| \| \| \| \| Letestudoxa glabrifolia \| \| \| \| \| \| Letestudoxa lanuginosa \| \| \| \| |
|             | \| \| Letestudoxa bella \| \| \| \| \| \| Letestudoxa glabrifolia \| \| \| \| \| \| Letestudoxa lanuginosa \| \| \| \| |
|             | Letestudoxa bella |
|             | |
|             | Letestudoxa glabrifolia                                                                                                |
|             | |
|             | Letestudoxa lanuginosa                                                                                                 |
|             | |